# 本尼特島

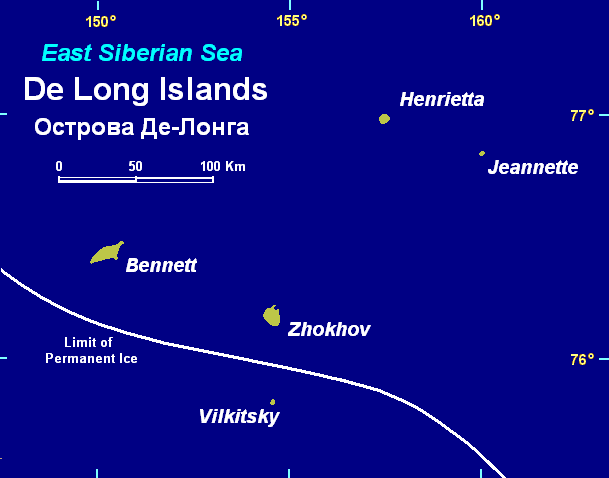

本尼特島是俄羅斯的島嶼，由薩哈共和國負責管轄，位於東西伯利亞海北部，屬於德朗群島的一部分，面積約150平方公里，最高點海拔高度70米，每年平均降雨量100至400毫米。
76°44′N 149°30′E / 76.733°N 149.500°E